# جوزف چل
جوزف چل (انگلیسی: Joseph Chell; ۲۰ ژوئن ۱۹۱۱ – ۱ ژانویهٔ ۱۹۹۲) بازیکن فوتبال اهل بریتانیا بود.
از باشگاه‌هایی که در آن بازی کرده‌است می‌توان به باشگاه فوتبال استوک سیتی، باشگاه فوتبال کرو آلکساندرا، باشگاه فوتبال ویتون آلبیون، باشگاه فوتبال استافورد رانجرز، و باشگاه فوتبال پورت ویل اشاره کرد.